# 栢橋
栢橋（かやはし）は、千葉県市原市の南総地区にある大字。郵便番号は290-0235。

## 概要
市原市中南部の南総地区にある。全体的に山がちで森林に覆われているが、東部国道409号沿いにある程度の規模の住宅地が見られる。

## 地理
北と東は寺谷、西は袖ケ浦市林、南は木更津市と接している。

## 歴史

### 地名の由来
以下に由来するとされる。
- 昔、ある豪族が当地を通った際、川に橋がなかったため萱で堰止めて渡った。 後に「萱」が「栢」に変化した。
- 「かや＝崩壊地形」と「はし＝端」で過去に地滑りや地崩れを起こした崩壊地の端という意味。

### 沿革
江戸時代は市原郡に属する村の一部であった。
- 1967年 加茂村と共に合併市原市の一部となった。

## 世帯数と人口
2017年（平成29年）11月1日時点の世帯数と人口は以下の通りである。
| 町丁字 | 世帯数  | 人口  |
| ------ | ------- | ----- |
| 栢橋   | 225世帯 | 522人 |

## 通学区域
市立小学校・市立中学校及び県立高等学校の通学区域は以下の通りである。
| 町丁字 | 範囲 | 小学校             | 中学校             | 高等学校 |
| ------ | ---- | ------------------ | ------------------ | -------- |
| 栢橋   | 全域 | 市原市立寺谷小学校 | 市原市立南総中学校 | 第9学区  |

## 施設
- 妙見神社
- 御霊神社
- 林泉寺

## 交通

### バス
運行は小湊鉄道株式会社長南営業所で1日10便運行している。

### 道路
国道409号（房総横断道路）